# 9º Reggimento alpini
Il 9º Reggimento alpini è un reparto per il combattimento in montagna dell'Esercito Italiano con sede all'Aquila, inquadrato nella Brigata alpina "Taurinense".

## Storia
Istituito con Regio-Decreto 21 novembre 1919, n. 2143 (GU n.278 del 25-11-1919), nasce il 1º luglio 1921, al comando del Colonnello Remigio Peretti, con i battaglioni "Vicenza", "Bassano", "Feltre" e Cividale" e inserito nella 3ª Divisione Alpina.
Inquadrato nella Divisione "Julia" nel 1935 il 13 aprile a Gorizia viene formato il battaglione "L'Aquila". Il motto del reggimento che racchiude il nome di quattro località dell'Abruzzo, L'Aquila, Leonessa (passata nel 1927 alla Provincia di Rieti), Ugne (attualmente Orsogna) e Penne, è stato coniato dal poeta pescarese Gabriele D'Annunzio: "D'Aquila Penne, Ugne di Leonessa".
Il reggimento partecipa alla campagna di Grecia e il 23 aprile 1941 , nel corso dei combattimenti sul fronte greco si guadagna la Medaglia d'Oro al Valor Militare.
Quindi partecipa alla campagna di Russia, dove viene ricordato per essersi distinto in duri combattimenti, ma soprattutto per essere sfuggito ad un accerchiamento sovietico. Durante la ritirata cadde prigioniero il comandante, tenente colonnello Fausto Lavizzari che morì in prigionia.
Rientrato in Italia fu, dopo l'8 settembre 1943, nella zona di Udine, dove fu sciolto. Nel 1944 l'unità viene ricostruita e rinominata Battaglione alpini "Abruzzi", in seguito rinominato "L'Aquila", combattendo assieme al Gruppo di Combattimento "Legnano", alla guerra di Liberazione, ed infine fu incluso nell'8º reggimento Alpini della brigata "Julia".

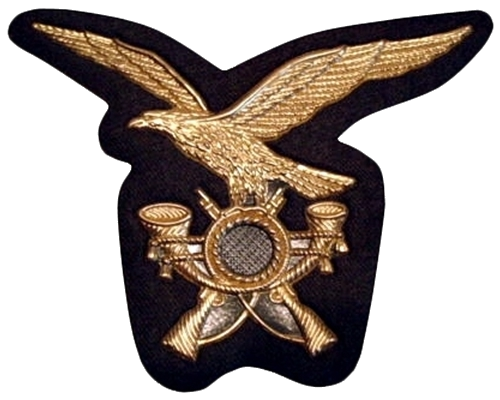
Fregio del Corpo degli Alpini dell'Esercito Italiano

Durante una delle ristrutturazioni dell'Esercito Italiano del 1975 al battaglione alpino "Vicenza", vengono assegnati la bandiera e le tradizioni del 9º Reggimento.
Il battaglione alpino L'Aquila, ridislocato nel 1975 da Tarvisio (UD) a L'Aquila, il 4 settembre 1991 costituisce uno dei reggimenti "pilota" del nuovo ordinamento.

### Ricostituzione
Il 9º Reggimento, rinasce ufficialmente il 26 agosto 1991 in L'Aquila sulla base del preesistente Battaglione alpini "L'Aquila".
Il reggimento ha preso parte alle recenti operazioni dell'esercito: in Mozambico nel 1993; in Bosnia nel 1997; in Albania nel 1999; in Kosovo nel 2000, nel 2001 e nel 2007; in Afghanistan nel 2003 a Khost, nel 2005, 2006 e 2008 a Kabul e nel 2010 a Farah. Ha anche partecipato all'Operazione Enduring Freedom, con la denominazione "Contingente Nibbio", per la quale il reggimento è stato decorato con la Croce di Cavaliere dell'ordine militare.
A seguito del terremoto che ha colpito l'Abruzzo il 6 aprile 2009, il reggimento ha subito preso parte ai soccorsi e successivamente è stato impiegato in attività di concorso alle Forze di Polizia per prevenire i fenomeni di sciacallaggio nel centro storico della città dell'Aquila e in altre zone. Il 15 novembre 2009 Teramo gli ha riconosciuto la cittadinanza onoraria.

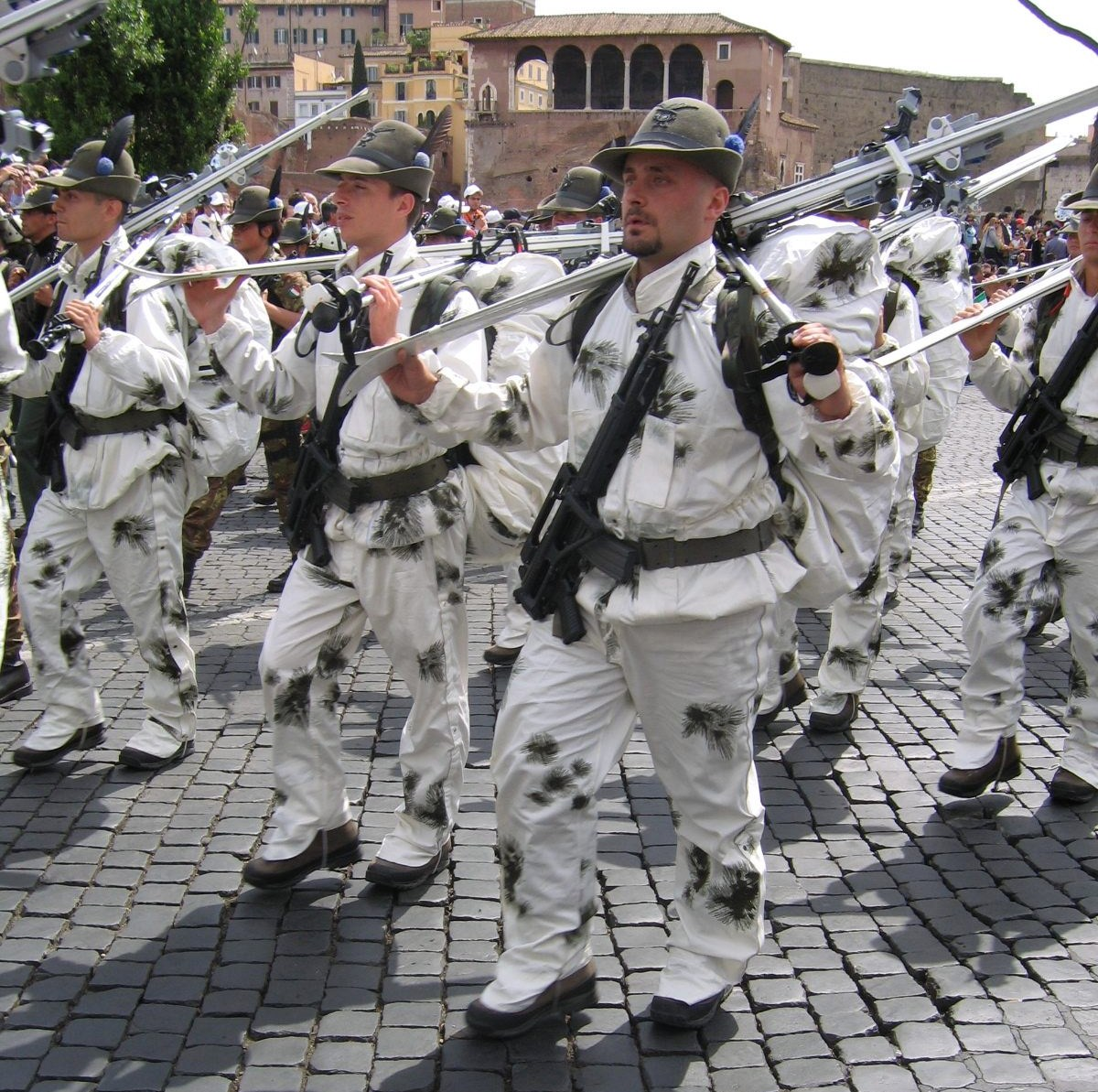
Alpini del 9º Reggimento nel 2006

Dal mese di aprile 2010 all'ottobre 2010, il 9º reggimento è stato impiegato in Afghanistan, dando vita alla Task Force South dislocata nella Provincia di Farah e inquadrata nell'ambito del Regional Command West su base Brigata alpina Taurinense. L'unità era costituita dalla 108ª, 143ª compagnia alpina e dalla compagnia di comando e supporto logistico. In rinforzo alla Task Force South erano anche impiegate una compagnia di bersaglieri, una compagnia genio guastatori, una compagnia trasmissioni e una squadra di polizia militare.
Dal mese di settembre 2012 all'aprile del 2013, il 9º reggimento è stato impiegato in Afghanistan nella Provincia di Farah nella Task Force South inquadrata nell'ambito del Regional Command West su base della Brigata Alpina Taurinense. L'unità era costituita dalla 93ª Compagnia e 108ª Compagnia alpina e dalla compagnia di comando e supporto logistico. In rinforzo alla Task Force South erano anche impiegate una compagnia di bersaglieri della Brigata Garibaldi, una compagnia genio gustatori della Brigata Taurinense, una compagnia trasmissioni e una squadra di carabinieri della polizia militare.
Il 9º reggimento Alpini ha celebrato con il 1º luglio 2011 i 90 anni dalla sua fondazione.
Il 13 luglio 2013 il Comune di Antrodoco gli ha conferito la cittadinanza onoraria.
Il 29 maggio 2017 è stato ricostituito in seno al reggimento il Battaglione multifunzionale "Orta", successivamente ribattezzato "Vicenza". Il battaglione, con un organico a regime di circa 300 uomini con risorse idonee ad assicurare il rifornimento idrico, la produzione e la distribuzione di energia, la costruzione, riparazione e mantenimento di strade, ponti e strutture alloggiative, e la mobilità in particolare in ambiente innevato.
Parallelamente, il battaglione alpini è stato incrementato di una compagnia.
Oggi il reggimento è inquadrato nella Brigata alpina "Taurinense" che dipende dal Comando Truppe Alpine.

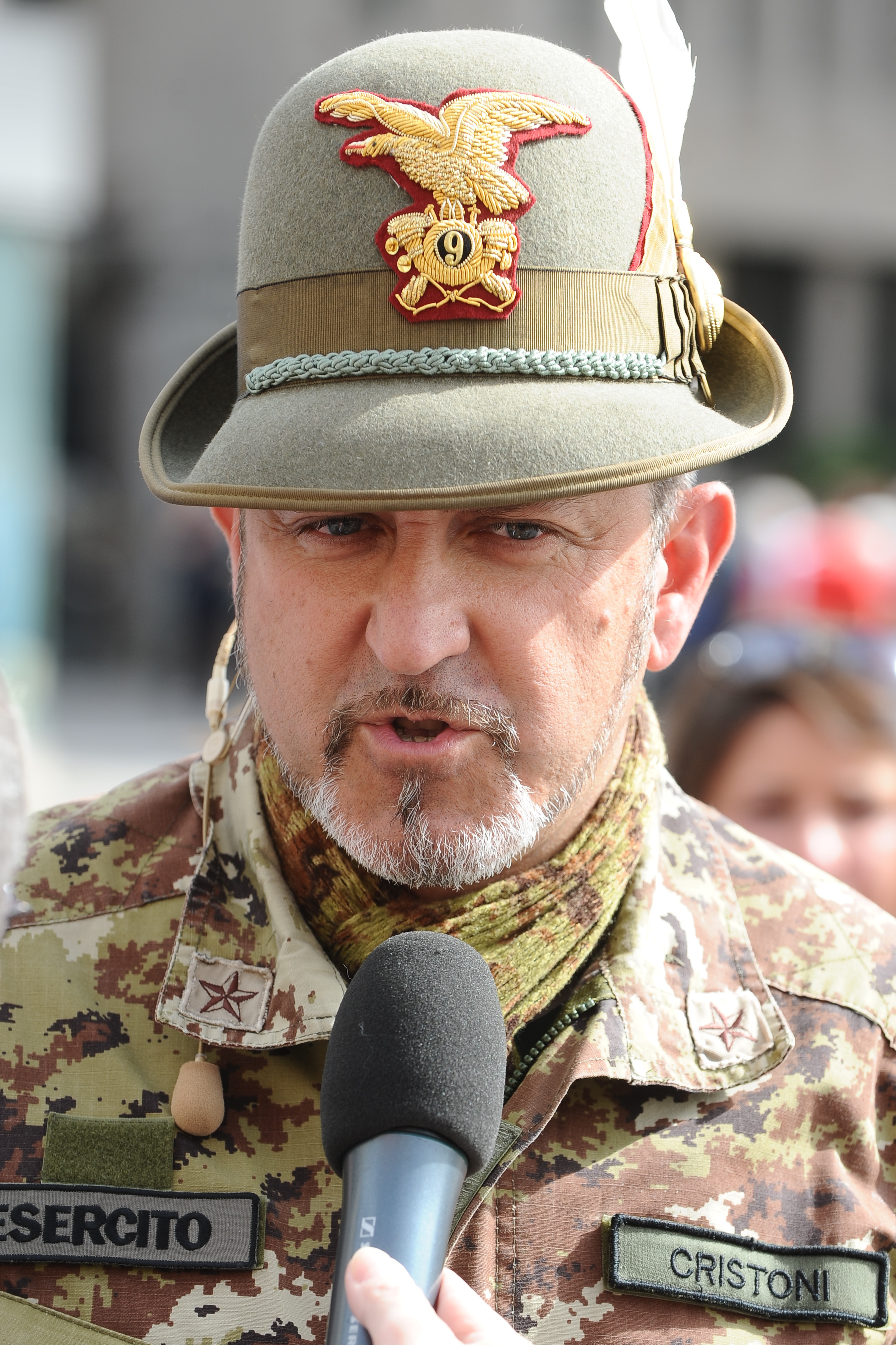
Il colonnello Riccardo Cristoni è stato comandante del reggimento dal 2011 al 2013.

## Soccorso alla popolazione
- Febbraio 2012: aliquote di personale e mezzi del 9º Reggimento alpini sono mobilitati per l'emergenza maltempo e sono intervenuti nel recupero di popolazione civile rimasto isolato nella provincia aquilana.[3][4]
- Agosto 2017: intervento a supporto della Protezione Civile e dei Vigili del Fuoco per emergenza incendi boschivi sul Monte Morrone[5]
- Agosto 2020: intervento a supporto della Protezione Civile e dei Vigili del Fuoco per emergenza incendi boschivi presso il Comune di Arischia e L'Aquila[6]
- Gennaio 2021: supporto operazioni ricerca dispersi Monte Velino[7]
- Agosto - Settembre 2021: supporto operazioni spegnimento incendi boschivi presso provincia di Pescara e Chieti[8][9]

## Comandanti
- generale C.A. Gianfranco Marinelli
- colonnello Claudio Berto
- colonnello Edmondo Panajoli
- colonnello Michele Pellegrino
- colonnello Andrea Mulciri
- colonnello Franco Federici (ottobre 2009 - novembre 2010)
- colonnello Fabio Asso (novembre 2010 - ottobre 2011)
- colonnello Riccardo Cristoni (ottobre 2011 - settembre 2013)
- colonnello Massimo Iacobucci (settembre 2013 - luglio 2015)
- colonnello Antonio Sedia (luglio 2015 - settembre 2016)
- colonnello Marco Iovinelli (settembre 2016 - novembre 2018)
- colonnello Paolo Sandri (novembre 2018 - ottobre 2020)
- colonnello Gianmarco Laurencig (ottobre 2020 - ottobre 2022)
- colonnello Mario Bozzi (ottobre 2022 - ottobre 2024)
- colonnello Mario D'Angelo (ottobre 2024 in carica)

## Simboli

### Scudo
Scudo: inquartato. Il 1° d'azzurro al castello con cortina torricellato di tre, merlato alla guelfa, murato, aperto e finestrato di nero su terrazzo di verde (Gorizia); il 2° di rosso alla croce d'argento (Vicenza); il 3° di rosso al palo di nero caricato in cuore dall'elmo di Scanderbeg d'oro; il 4° d'azzurro ai monti al naturale su campagna di verde attraversata da un fiume d'azzurro. Il tutto abbassato ad un capo d'oro col quartier franco partito: a) d'azzurro al tridente d'oro d'Ucraina; b) fasciato d'azzurro e d'argento.

### Ornamenti esteriori
Ornamenti esteriori: sullo scudo corona turrita d'oro, accompagnata sotto da cinque nastri, annodati nella corona scendenti e svolazzanti in sbarra e in banda ai lati dello scudo, di cui due d'azzurro filettato d'oro, due d'azzurro filettati d'argento ed uno d'azzurro e bronzo. Onorificenza: accollata alla punta dello scudo con l'insegna pendente al centro del nastro con i colori della stessa.
Su lista bifida d'oro, svolazzante, collocata sotto la punta dello scudo, incurvata con la concavità rivolta verso l'alto, riportante il motto "AD ARDUA SUPER ALPES PATRIA VOCAT"

### Insegne
- Le mostrine del Reggimento sono le fiamme a due punte di colore verde; alla base della mostrina si trova la stella argentata a 5 punte bordata di nero, simbolo delle forze armate italiane.

## Onorificenze
Nella sua storia il 9º Reggimento alpini ha meritato le seguenti onorificenze alla bandiera:

### Decorati
Medaglie d'oro al valor militare
- Luciano Bertolotti, capitano
- Gino Campomizzi, alpino
- Antonio Cantele, sottotenente
- Pietro Chiampo, tenente
- Federico Colinelli, sottotenente
- Francesco Confalonieri, maggiore
- Augusto De Cobelli, maggiore
- Giuseppe De Martini, tenente
- Silvio Di Giacomo, sergente maggiore
- Fausto Gamba, sottotenente
- Vittorio Heusch, sottotenente
- Giuseppe Mazzocca, alpino
- Ciro Menotti, sottotenente
- Ugo Piccinini, sottotenente
- Enrico Rebeggiani, tenente
- Gaetano Tavoni, colonnello
- Aldo Zanotta, tenente
- Giovanni Brevi tenente cappellano
- Giuseppe Toigo, alpino del Battaglione Val Cismon
- Angelo Ziliotto, alpino

Croce d'onore
- Luca Polsinelli

## Persone legate al reggimento
- Paolo Signorini
- Gaetano Tavoni
- Peppino Prisco
- Fausto Lavizzari
- Giuseppe Bottai
- Paolo Serra